# Єрмішкове
Єрмішкове (у минулому — Дзержинське, хутір Єремушкін) — село в Україні, у Великомихайлівській селищній громаді Роздільнянського району Одеської області. Населення становить 74 осіб.
До 17 липня 2020 року було підпорядковане Великомихайлівському району, який був ліквідований.

## Історія
В 1924-1940 рр. хутір Єремушкін входив до складу Тираспольського району (з 1935 року — Слободзейського району) Молдавської Автономної Радянської Соціалістичної Республіки (Українська РСР). З 1940 року у складі Гросулівського району Одеської області.
12 травня 2016 року у рамках декомунізації перейменоване з с. Дзержинське на с. Єрмішкове.

## Населення
Згідно з переписом 1989 року населення села становило 93 особи, з яких 42 чоловіки та 51 жінка.
За переписом населення 2001 року в селі мешкали 74 особи.

### Мова
Розподіл населення за рідною мовою за даними перепису 2001 року:
| Мова       | Відсоток |
| ---------- | -------- |
| українська | 83,78 %  |
| російська  | 8,11 %   |
| молдовська | 8,11 %   |